# Élie Reclus
Élie Reclus (Sainte-Foy-la-Grande, 16 de junio de 1827-Ixelles, 11 de febrero de 1904), también conocido en los países de lengua castellana como Elías Reclus, fue un etnógrafo francés. Era hermano mayor del célebre geógrafo anarquista Eliseo Reclus, y siguió una trayectoria similar a la de este, que más adelante también sería continuada por su hijo Paul.

## Política
En 1865 se afilió a la Alianza de la Democracia Socialista, fundada por Bakunin en Italia en 1864. 
Cuando en 1871 se proclamó la Comuna de París, los dos hermanos trabajaron codo con codo a favor de su desarrollo. Elías Reclus fue nombrado director de la Biblioteca Nacional de Francia, cargo en el que duró muy poco, ya que las tropas gubernamentales entraron en París poco tiempo después y lo apresaron. 
Fue liberado en 1879, y continuó trabajando por una revolución anarquista hasta su muerte en 1904. 

## Contribuciones
Sus trabajos como etnólogo son abundantes, siendo Los primitivos su obra más emblemática. Colaboró en multitud de revistas, además de La Revue Politique a la que pertenecen los artículos aquí incluidos; fue corresponsal del periódico ruso Dielo y en 1864 fue redactor y gerente del periódico L’Association, boletín internacional de las sociedades cooperativas. Tras su liberación en 1879, y después de recorrer Italia, Suiza y los Estados Unidos, ya de vuelta en Europa, colaboró en Le Travailleur y en Les Temps Nouveaux.

## Obras
- Impresiones de un viaje por España en tiempos de Revolución
- Los primitivos. Estudios de etnología comparada